# Chris Penn
Christopher Shannon "Chris" Penn (Califòrnia; 10 d'octubre de 1965 - Ibídem; 24 de gener de 2006) va ser un actor nord-americà. Fill del director de cinema Leo Penn i l'actriu Eileen Ryan i germà del també actor Sean Penn i el músic Michael Penn. Va néixer a Los Angeles, Califòrnia, era el menor de tres germans i va ser parella de la model Steffiana de la Cruz entre 1993 i 1999. Va morir d'una miocardiopatia als 40 anys.

## Biografia
Va començar a actuar als 11 anys a Loft Studio i va fer el seu debut cinematogràfic el 1979 en la pel·lícula Charlie and the Talking Buzzard. En 1983 va participar en La llei del carrer, drama dirigit per Francis Ford Coppola, La clau de l'èxit, protagonitzada per Tom Cruise i on interpretava al seu millor amic. També va tenir un paper en el musical Footloose de 1984, el western dirigit per Clint Eastwood El genet pàl·lid de 1985 i en Homes cara a cara, on compartia pel·lícula amb el seu germà Sean Penn i la seva mare Eileen Ryan.
Normalment se li assignaven papers de personatges rudes, delinqüents, de classe treballadora o còmics. Dos de les seves actuacions més memorables van ser a Reservoir Dogs de Quentin Tarantino en el paper de Nice Guy Eddie i en Amor a frec de roba com a Nicky Dimes. En 1996 va guanyar el premi al millor actor de repartiment en el Festival Internacional de Cinema de Venècia pel film El funeral.
En el llargmetratge Vides creuades de Robert Altman, va interpretar a l'encarregat de la neteja d'una piscina preocupat per la professió de la seva esposa, treballadora d'una línia eròtica que atenia als seus clients a casa seva i amb el personatge de Penn escoltant les converses.
També va intervenir en un episodi de la sèrie de televisió Law & Order: Criminal Intent durant la temporada 2004-2005, va posar la veu a Eddie Pulaski en el videojoc Grand Theft Acte: Sant Andreas i va participar en The Darwin Awards, la qual va ser estrenada un dia després de la seva mort en el Festival de Cinema de Sundance.

## Mort
A Chris Penn el van trobar mort en el seu apartament de Santa Mónica el 24 de gener de 2006, a l'edat de 40 anys. Malgrat el seu consum de drogues en el passat, l'autòpsia realitzada pel forense del comtat de Los Angeles va revelar que la causa principal de la mort va ser una cardiomiopatia no específica, provocada per una dilatació del cor i una sèrie de medicaments com la codeína. En el seu cos van ser trobats restes de marihuana i cocaïna. El seu germà Sean Penn va declarar que la mort del seu germà va ser produïda principalment pel seu elevat sobrepes.
Es troba enterrat en el cementiri de Holy Cross de Culver City, Califòrnia.

## Filmografia
- Aftermath (2007)
- Holly (2006)
- King of Sorrow (2006)
- The Darwin Awards (2006)
- After the Sunset (2004)
- Starsky i Hutch (2004)
- Grand Theft Acte: Sant Andreas (Veu de Eddie Pulaski) (2004)
- Stealing Harvard (2002)
- Murder by Numbers (2002)
- Corky Romano (2001)
- Kiss Kiss Bang Bang (2000)
- Cement (1999)
- Rush Hour (1998)
- The Boys Club (1997)
- Deceiver (El impostor) (1997)
- The Funeral (1996)
- Mulholland Falls (1996)
- To Wong Foo, Thanks for Everything! Julie Newmar (1995)
- Fist of the North Star (1995)
- Short Cuts (1993)
- True Romanç (1993)
- The Music of Chance (1993)
- Josh i Sam (1993)
- Beethoven's 2nd (1993)
- Best of the Best 2 (1993)
- Reservoir Dogs (1992)
- Mobsters (1991)
- Best of the Best (1989)
- At Close Range (1986)
- Pale Rider (1985)
- Footloose (1984)
- The Wild Life (1984)
- All the Right Moves (1983)
- Rumble Fish (1983)
- Charlie and the Talking Buzzard (1979)